# Товстянка
Товстянка (Pinguicula) — рід комахоїдних трав'янистих рослин родини пухирникових (Lentibulariaceae).

## Історія

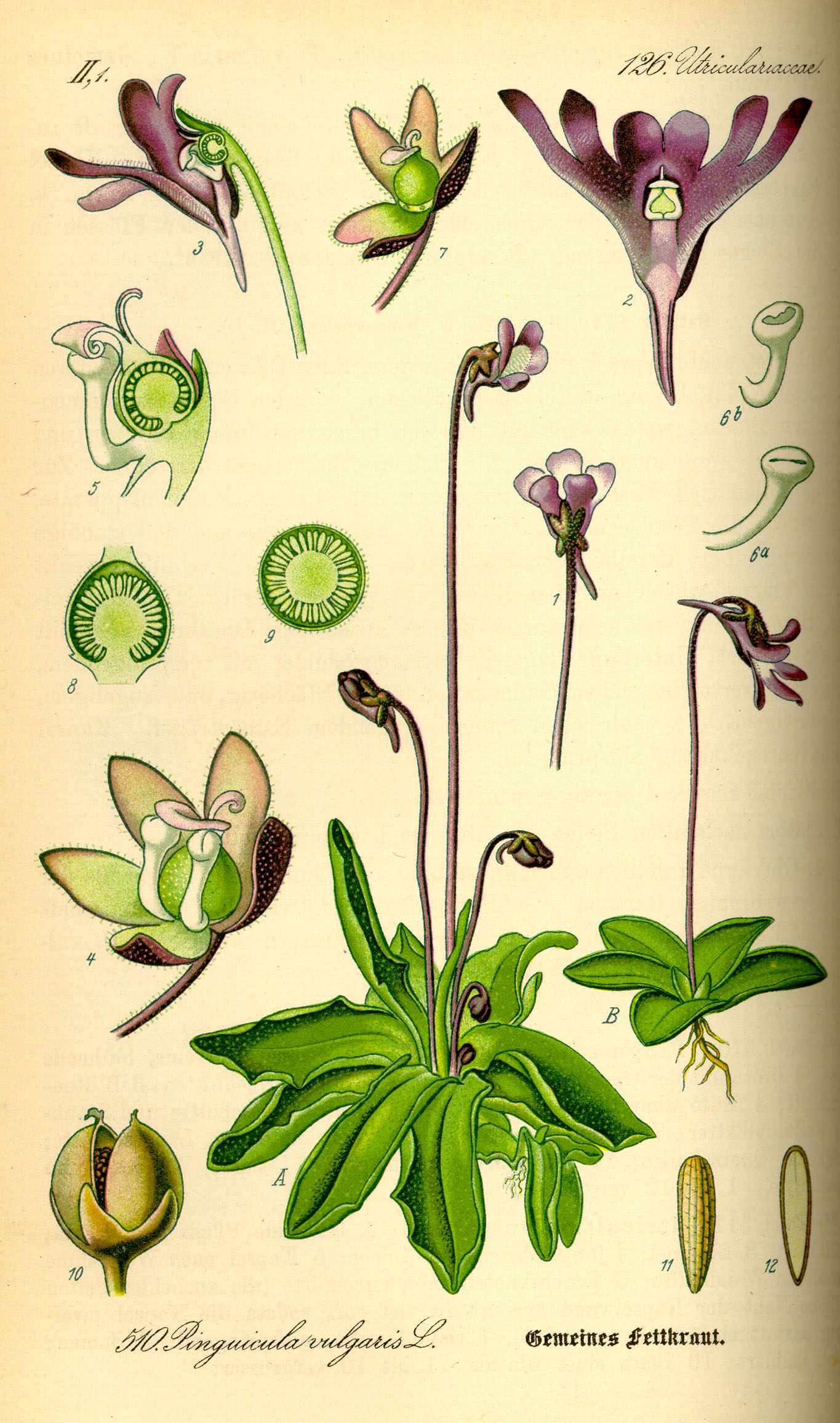
Ілюстрація Pinguicula vulgaris у виданні Prof. Dr. Otto Wilhelm Thomé Flora von Deutschland, Österreich und der Schweiz 1885, Gera, Germany

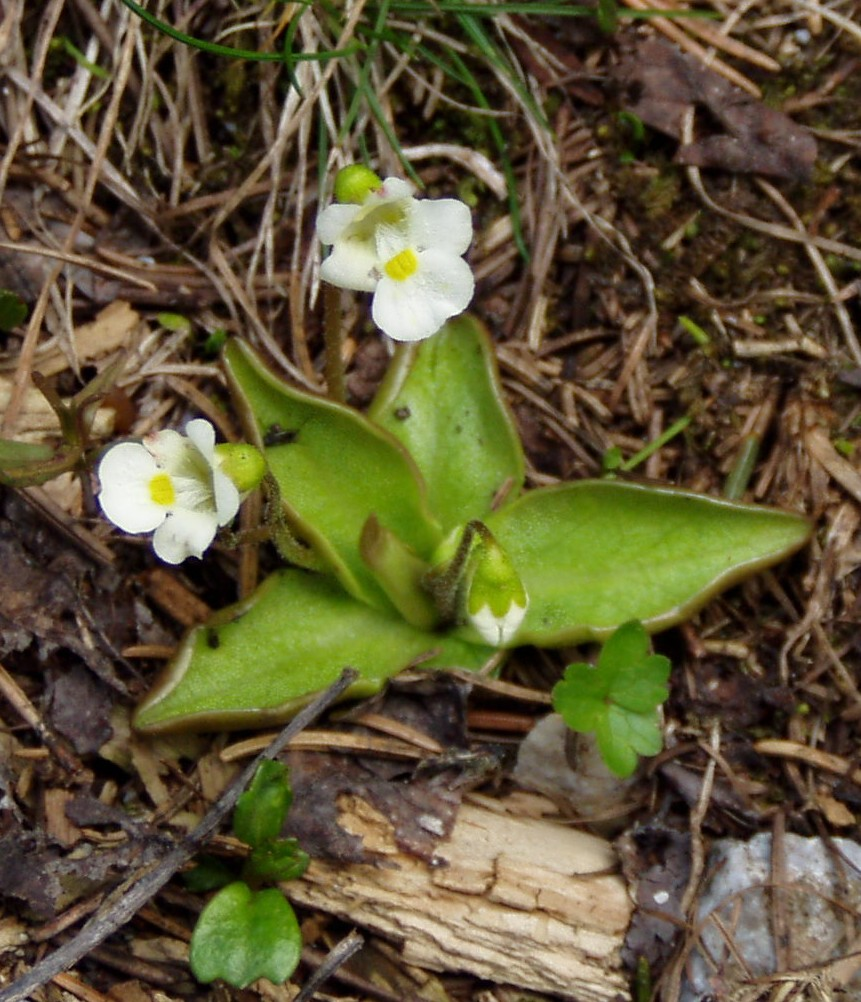
Pinguicula alpina

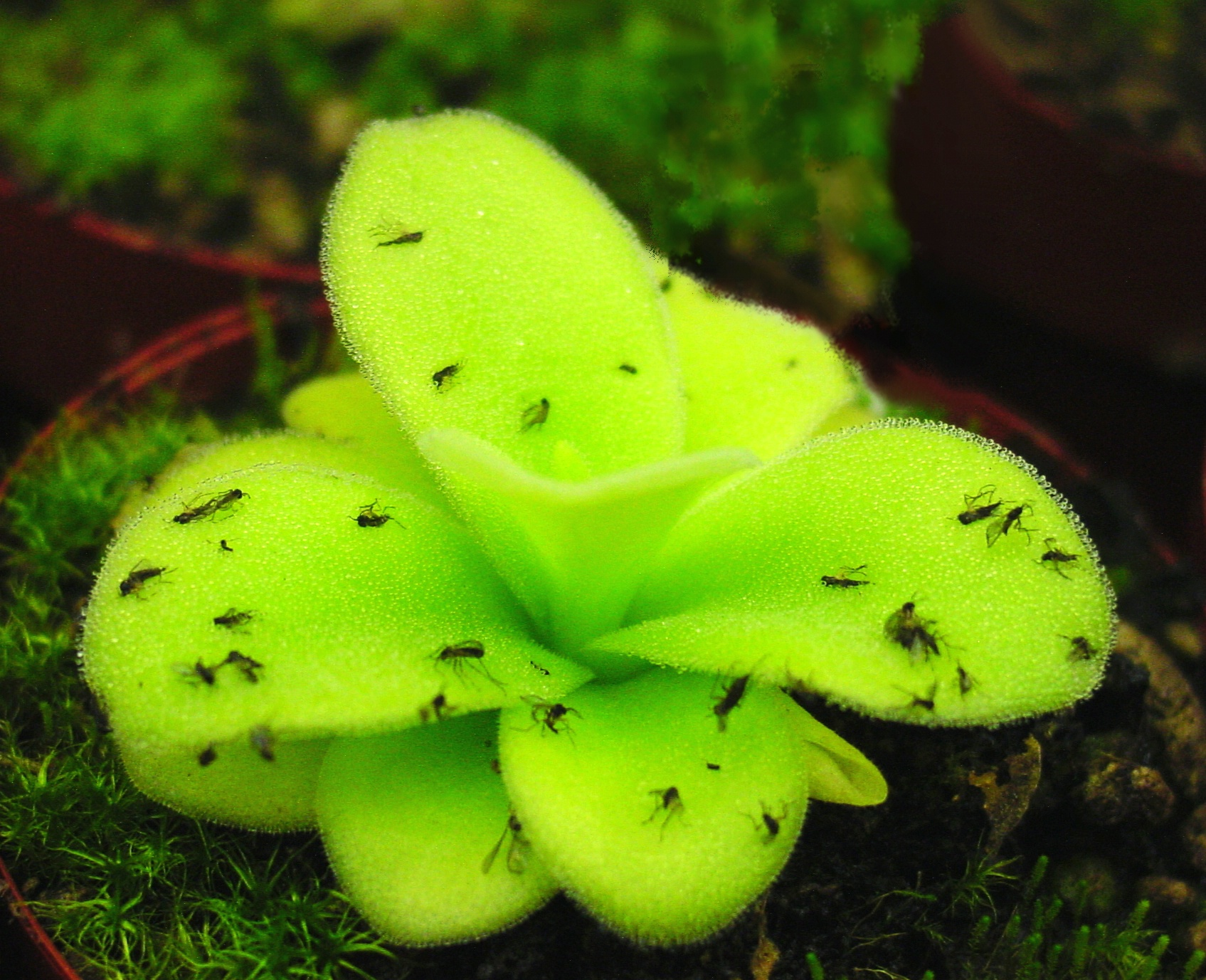
Комахи на листі Pinguicula gigantea

Pinguicula grandiflora

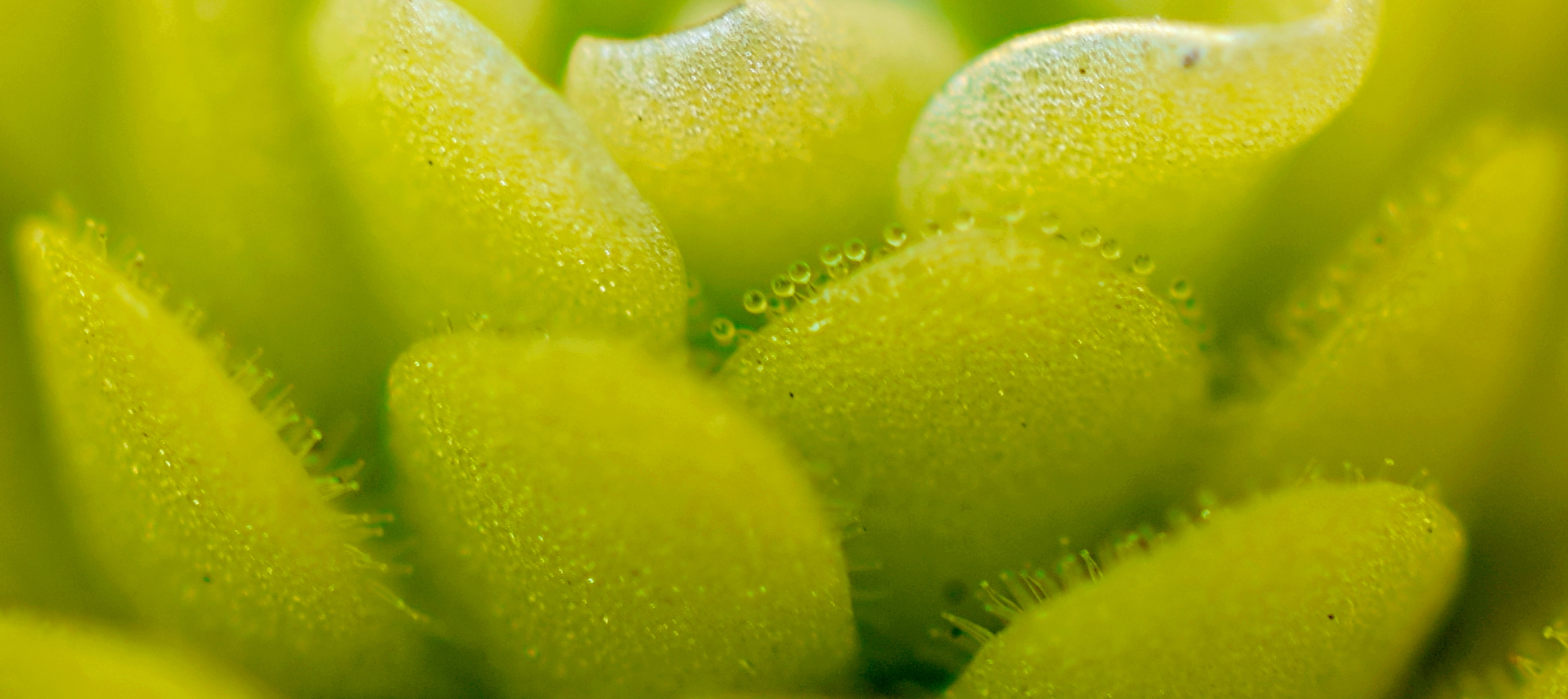
Залозисті трихоми на листі Pinguicula esseriana

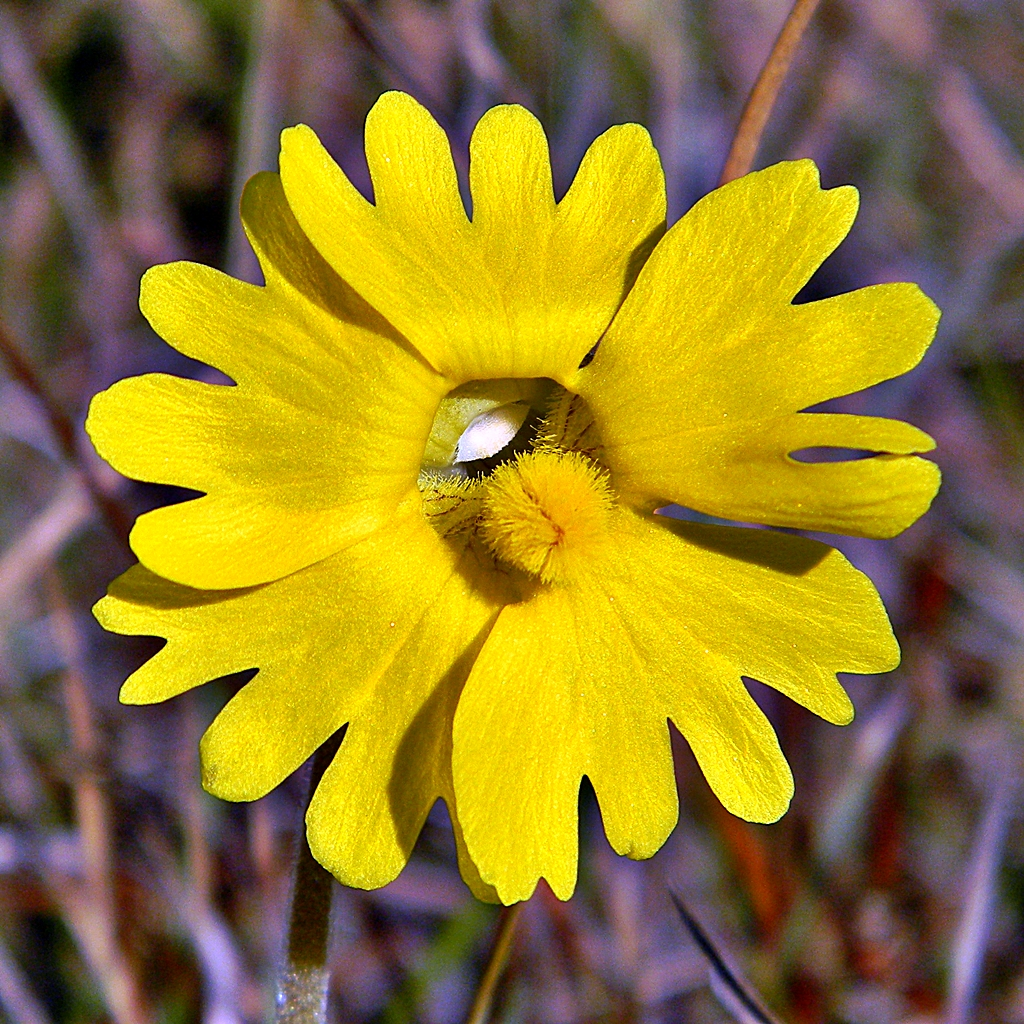
Квітка Pinguicula lutea

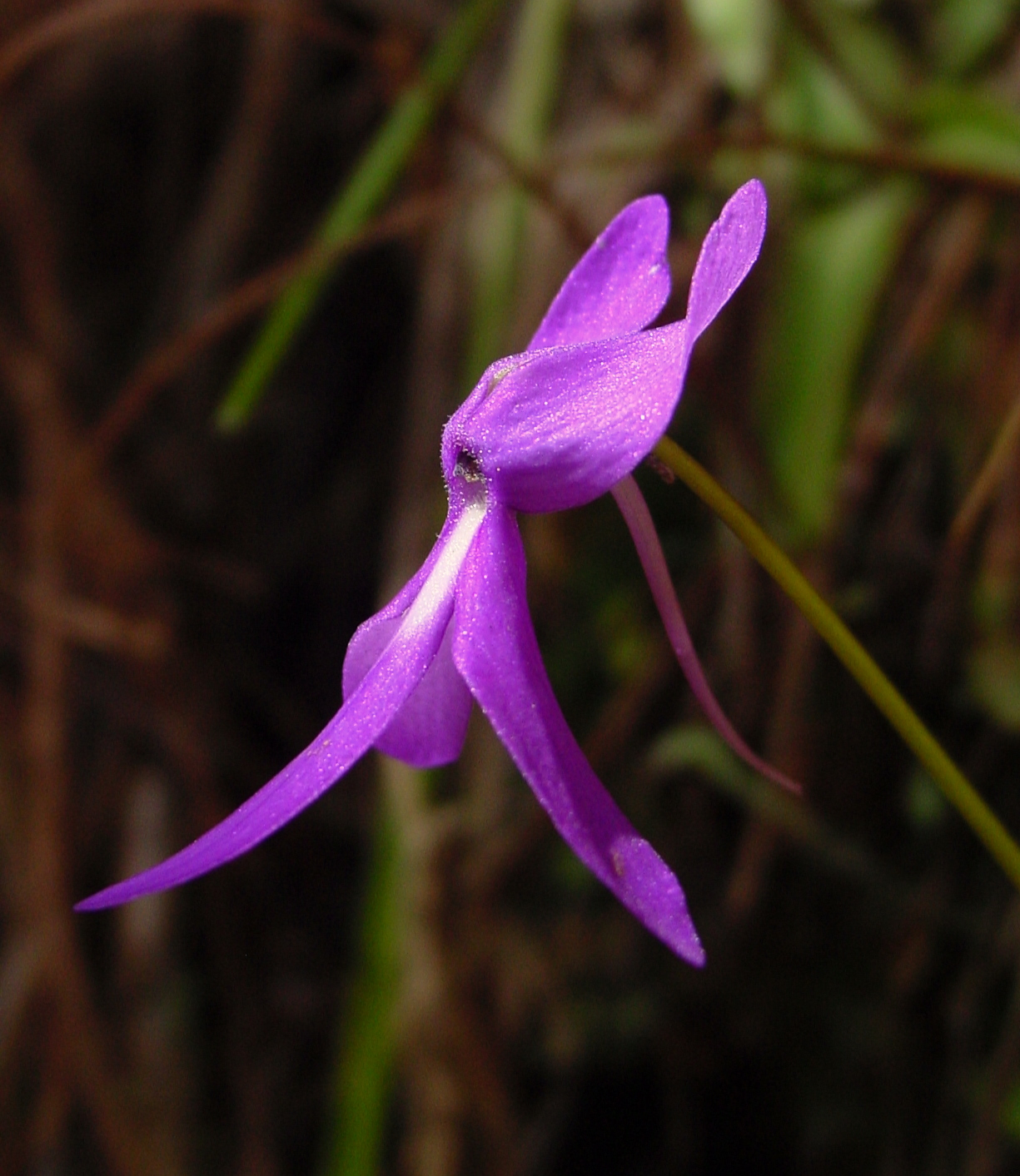
Квітка Pinguicula orchidioides

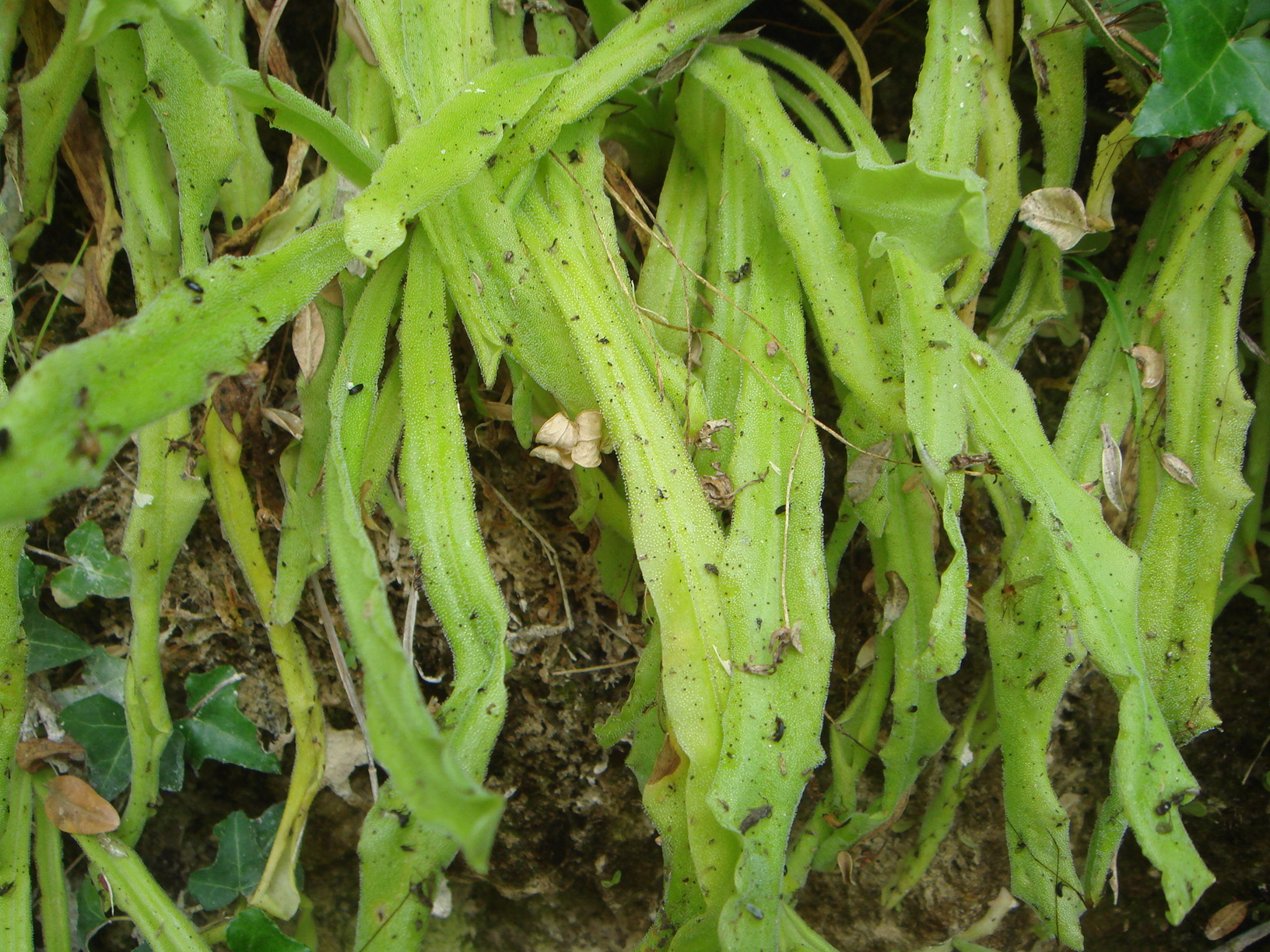
Листя Pinguicula longifolia

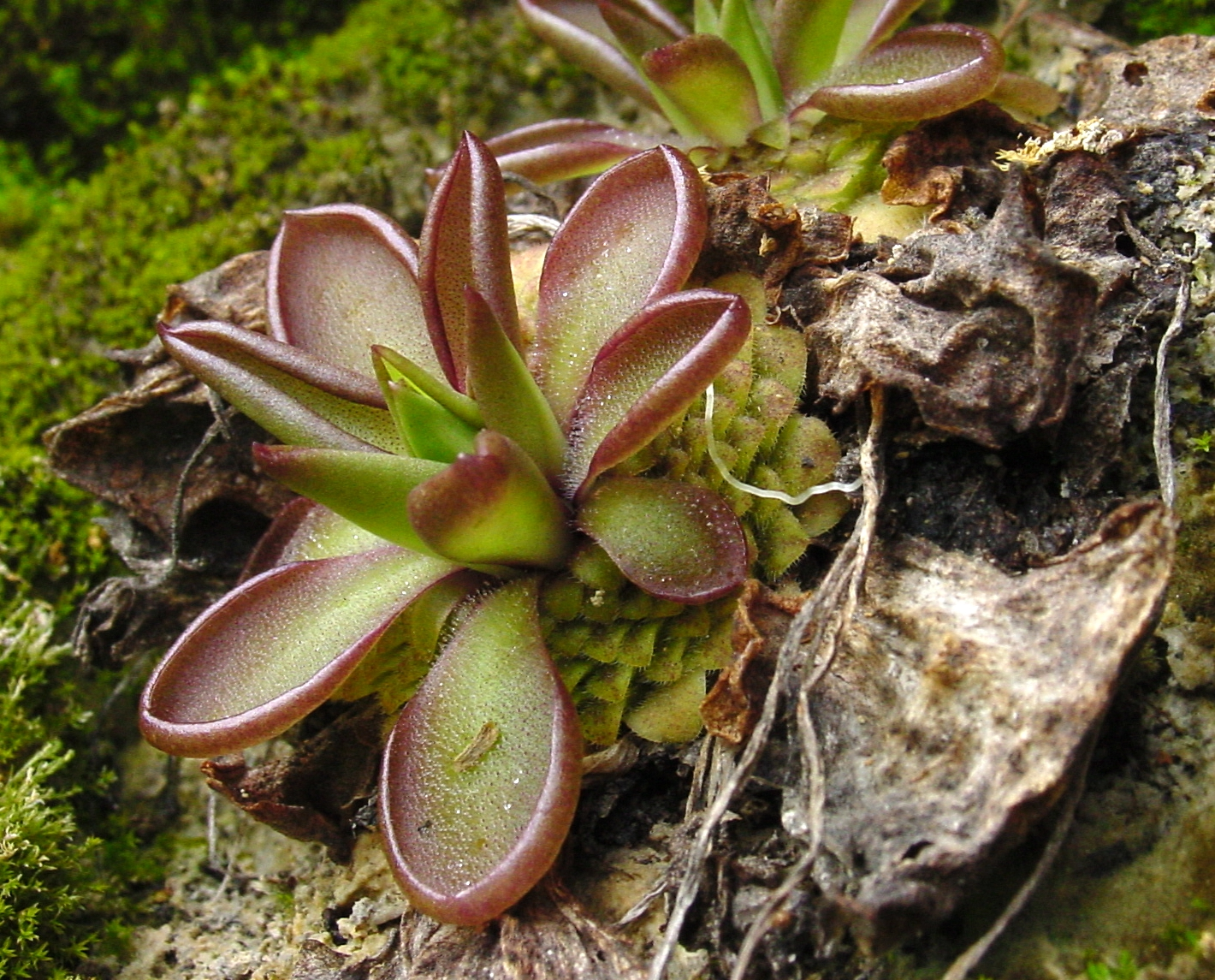
Pinguicula moranensis

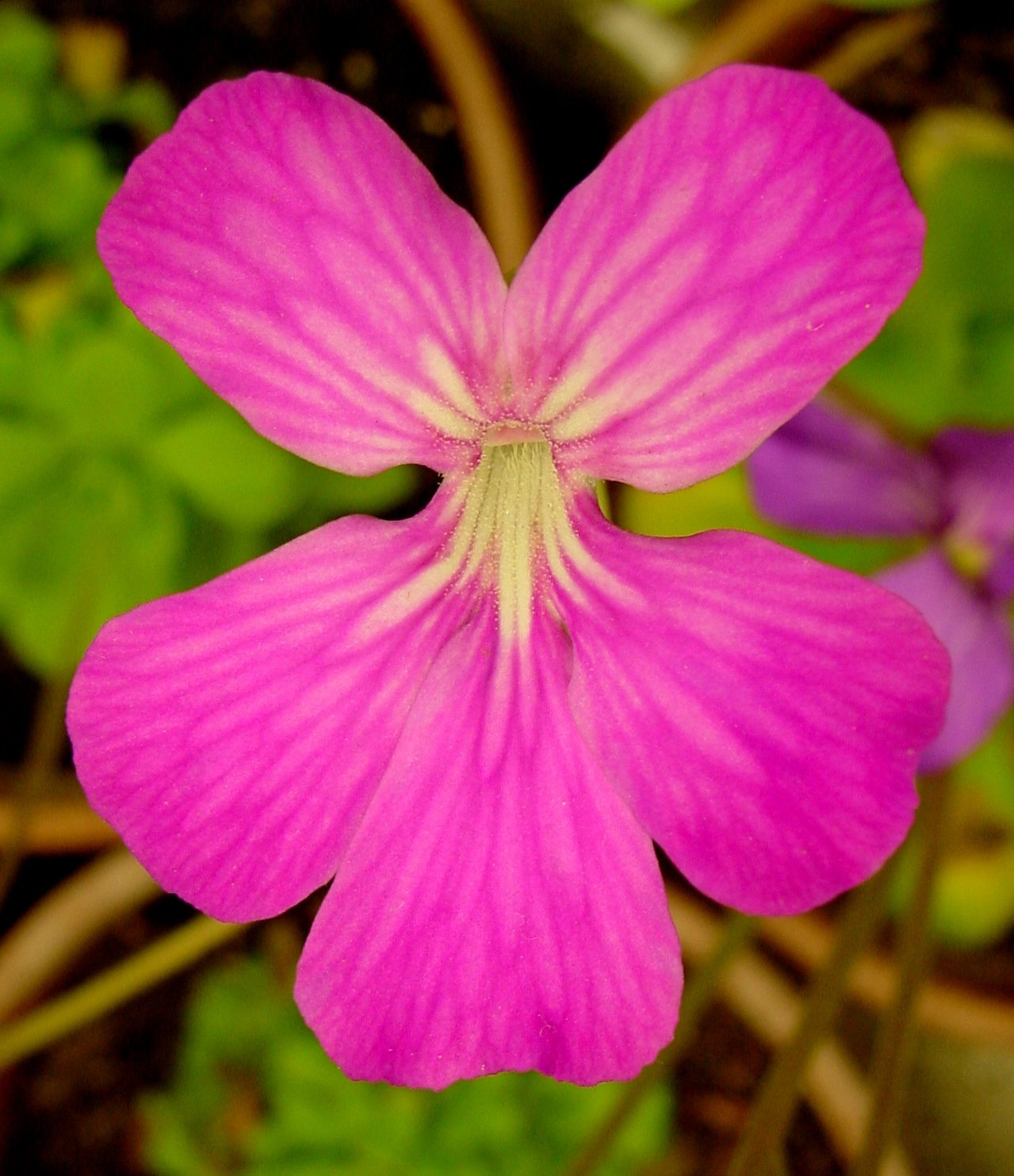
Квітка гібридної форми товстянки

Перший опис Pinguicula було зроблено Конрадом Геснером (1555), який ввів назву майбутнього роду пізніше вивчалася Джоном Реєм(1660) і Карлом Ліннеєм (1737), описаний Ліннеєм (1753). Альфонс Декандоль (1844) представив першу класифікацію роду, який мав три секції, і збільшив числа видів до 32. Декандоль окреслив морфологічні ознаки Pinguicula, такі як розмір шпори, квіткову симетрію, розмір квіткової трубки, і колір пелюсток.
До кінця XX століття було описано декілька десятків видів — за різними джерелами прийнятими вважаються від 35 до 85 видів (див. Список видів роду Товстянка). Майже половина з них (40) мешкає в Мексиці.

## Назва
Наукова назва Pinguicula походить від грец. pinguis — жир через наявність на верхній стороні листя блискучих крапельок слизу. Товстянкою в деяких українських джерелах називають також інший рід рослин — Crassula L. (інша українська назва — товстолист) з родини Товстолистих.

## Загальна біоморфологічна характеристика
Комахоїдна трав'яниста рослина з неправильною квіткою. Квітки поодинокі, на довгих квітконіжках, віночки двогубі, з шпорцем, фіолетові, блакитні, рожеві, рідко білі; тичинок 2; плід — коробочка. Листя в прикореневій розетці, здебільшого еліптичні. Ловчий апарат товстянки — лист. На верхній стороні листа знаходяться залозки на ніжках, що виділяють цукристий слиз для залучення комах, і сидячі залозки, що виробляють слиз з набором ферментів для перетравлення здобичі. Комаха, що сідає на лист, приклеюється до його поверхні, після чого відбувається повільне скручування листа і перетравлювання захопленої комахи. Через певний час листки розгортаються і знову готові до полювання на комах. Товстянка — єдиний представник родини, що зберегли при переході до комахоїдних справжні корені.

## Поширення і екологія
Поширені в позатропічних областях Північної півкулі, а також в Південній Америці. Лише декілька видів зустрічаються у тропіках, високо в горах. Ростуть у воді або вологих місцях, по берегах струмків, на сфагнових болотах, деякі з них як епіфіти на мохах і деревах.

### Поширення в Україні
У флорі України є три види роду товстянка:
- Товстянка альпійська (Pinguicula alpina L.);
- Товстянка двоколірна (Pinguicula bicolor Woł.);
- Товстянка звичайна (Pinguicula vulgaris L.).

Всі три є дуже рідкісними видами флори України.

## Охорона
До Червоного списку Міжнародного Союзу Охорони Природи входить п'ять видів:
- Pinguicula corsica — статус: «Найменший ризик»;
- Pinguicula fontiqueriana — статус: «Уразливі види»;
- Pinguicula mundi — статус: «Уразливі види»;
- Pinguicula nevadensis — статус: «Види під загрозою вимирання»;
- Pinguicula reichenbachiana — статус: «Найменший ризик».

До Червоної книги України входять 3 види роду Товстянка:
- Товстянка альпійська (Pinguicula alpina L.) — статус: Рідкісний;
- Товстянка двоколірна (Pinguicula bicolor Woł.) — статус: Зникаючий;
- Товстянка звичайна (Pinguicula vulgaris L.) — статус: Вразливий.

## Використання і вирощування
В культурі товстянки з'явилися в кінці XIX століття, але мають досить незначне поширення.
Як декоративні рослини вирощуються близько 20 видів, насамперед, мексиканські види товстянок — Pinguicula caudata та Pinguicula gypsicola, які є рослинами помірного клімату.
Вимогливі до вологості. Надають перевагу сонячному або напівтінистому місцю розташування з піщаним ґрунтом багатим вапном. Розмножуються насінням і живцями. Насіння дрібне, зі слабко розвиненим ендоспермом, світлочутливе. Проростають на світлі повільно при 15 — 22 °C протягом 6 місяців. У культурі уживається погано. Живці укорінюють в торфі.
Ця рослина діє на тварин як проносне, тому вони не поїдають її. Лапландці проціджують через листя товстянки звичайної парне молоко, від чого воно гусне, отримує деякий приємний смак і не згортається. Це густе молоко лапландці називають Tate або taet miolk.